# Sturzkampfgeschwader 160
Sturzkampfgeschwader 160 (dobesedno slovensko: Bližinskobojni polk 160; kratica StG 160) je bil jurišni (strmoglavni jurišnik) letalski polk (Geschwader) v sestavi nemške Luftwaffe med drugo svetovno vojno.
Polk je bil ustanovljen 1. novembra 1938 samo z eno skupino; slednja je bila 1. maja 1939 preimenovana v I. skupino Stukageschwader 1.